# Geneva (Géorgie)
Pour les articles homonymes, voir Geneva et Genève (homonymie).
Geneva est un village du comté de Talbot dans l'État de Géorgie, aux États-Unis. Il comptait 113 habitants en 2003 et sa superficie est de 2 km2. Il se trouve à 2 heures de route à l'ouest d'Atlanta. Son nom provient de la ville de Genève en Suisse.

## Démographie
| 1880 | 1900 | 1910 | 1920 | 1930 | 1940 |
| ---- | ---- | ---- | ---- | ---- | ---- |
| 254  | 264  | 210  | 210  | 179  | 203  |

| 1950 | 1960 | 1970 | 1980 | 1990 | 2000 |
| ---- | ---- | ---- | ---- | ---- | ---- |
| 209  | 262  | 250  | 232  | 182  | 114  |

| 2010 | - | - | - | - | - |
| ---- | - | - | - | - | - |
| 105  | - | - | - | - | - |